# SK에코엔지니어링
SK에코엔지니어링은 Hi-Tech Solution Provider를 추구하는 플랜트EPC 기업으로 배터리, LiBS, 소재/수소 및 친환경/발전 플랜트 사업을 중심으로 SK에코플랜트의 자회사이자 플랜트 사업부의 물적분할로 2022년 2월 1일부로 SK에코플랜트에서 분사되었다.